# Basilique de Jésus-Adolescent de Nazareth
La basilique de Jésus-Adolescent ou église des Salésiens (en hébreu, כנסיית ישו הנער ou כנסייה הסלזיאנית) est une église catholique de Nazareth appartenant aux Salésiens de Don Bosco. 
L'église jouxte l'école des Salésiens. De style néogothique elle a été construite entre 1906 et 1923 sur une colline, appelée mont du Commencement dominant la ville, où, selon la tradition, Jésus passa sa jeunesse. 
De la terrasse de l'église on a une vue exceptionnelle sur la vieille ville de Nazareth, divisée (comme Jérusalem), en quartiers juif, orthodoxe, latin, musulman.

## Illustrations

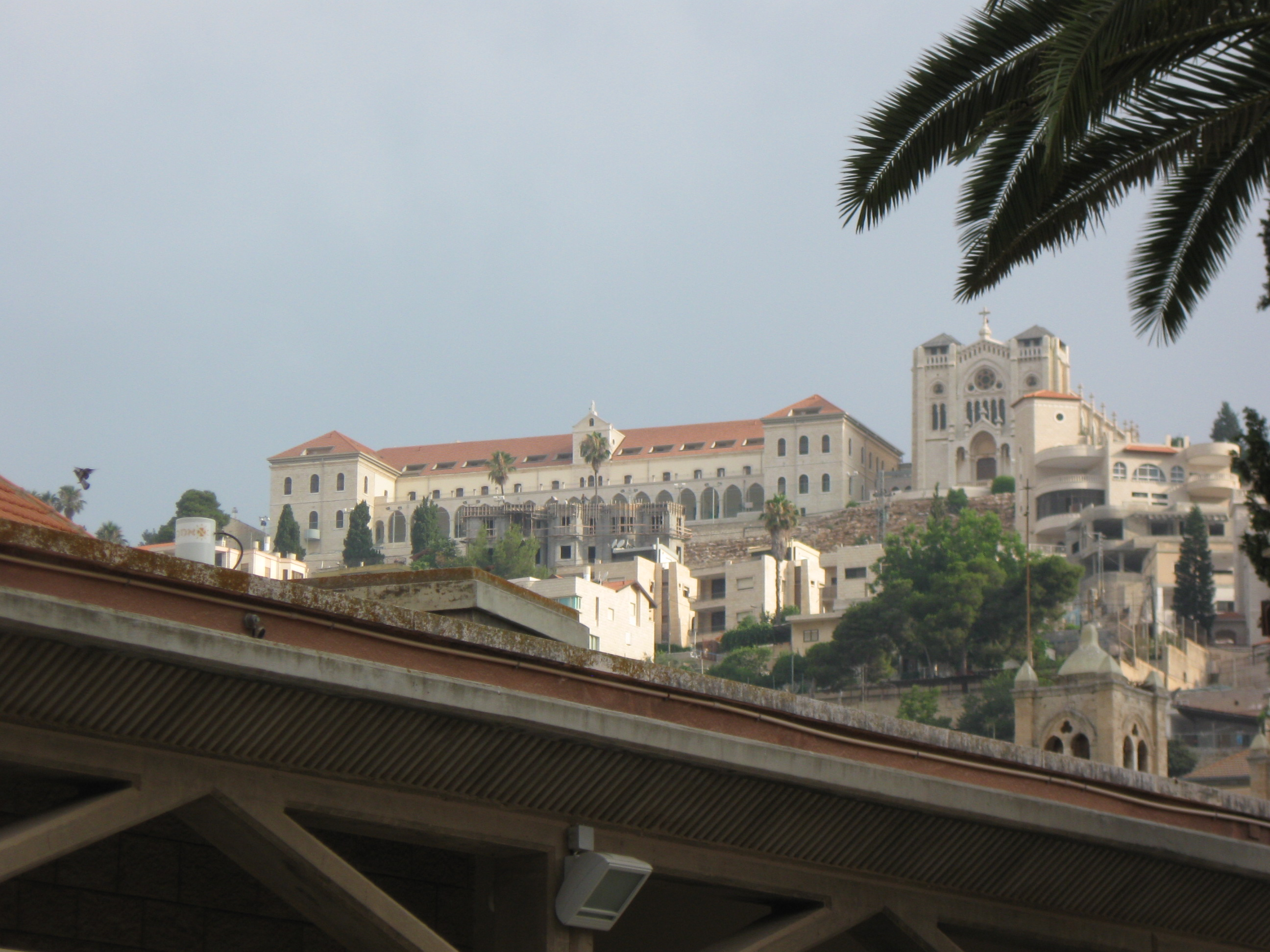
Situation de la basilique
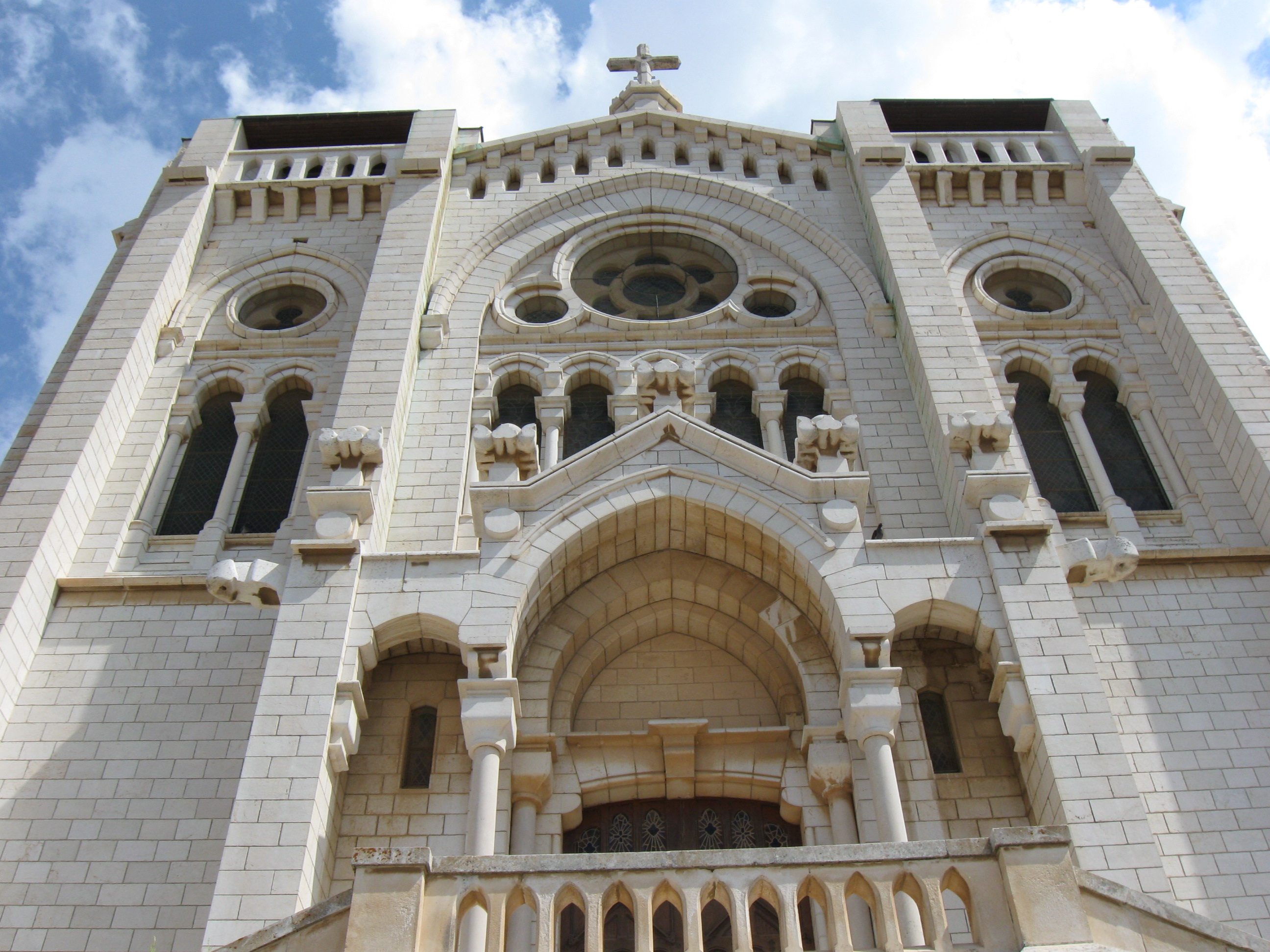
Façade principale
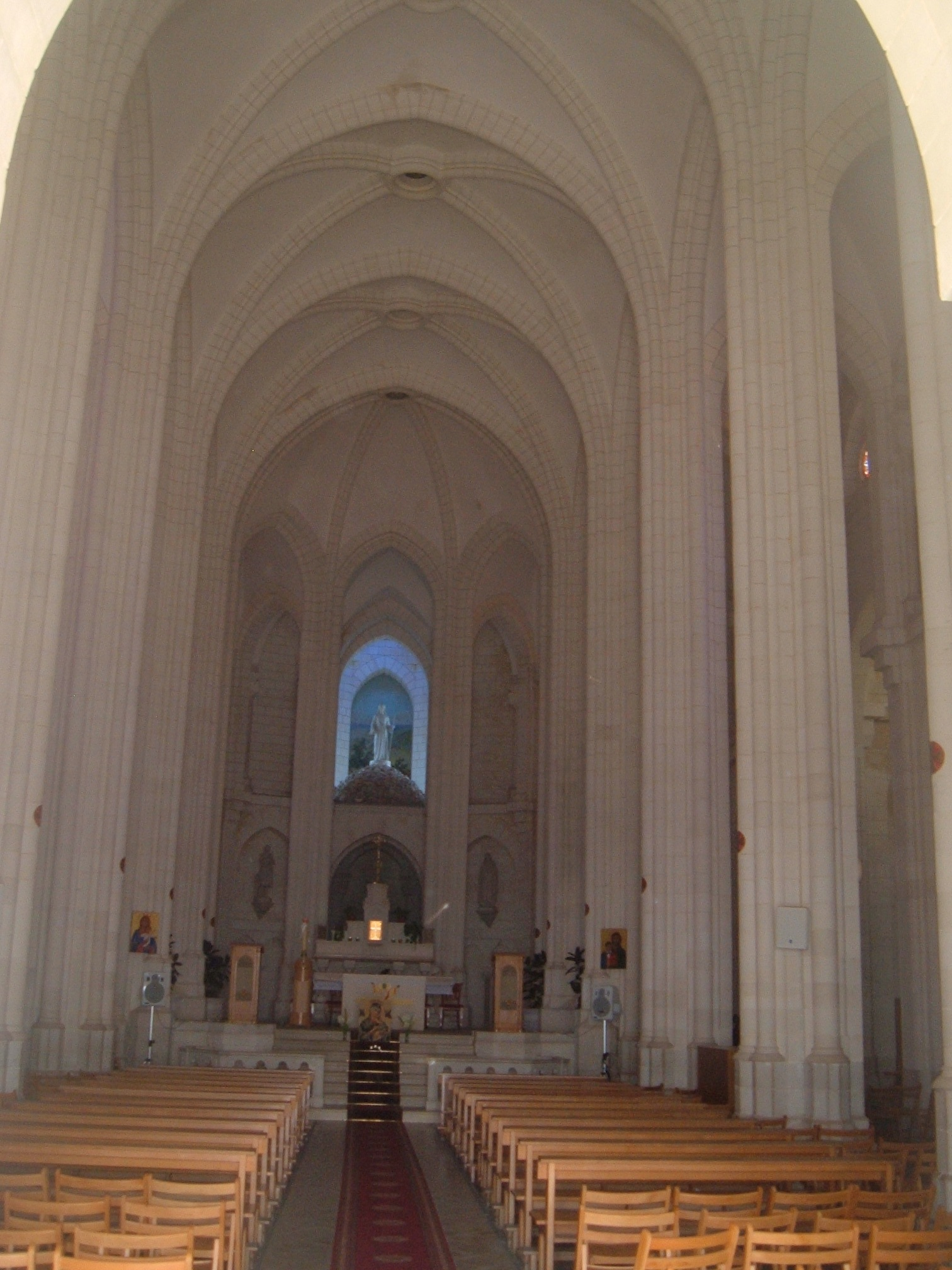
Intérieur de la basilique
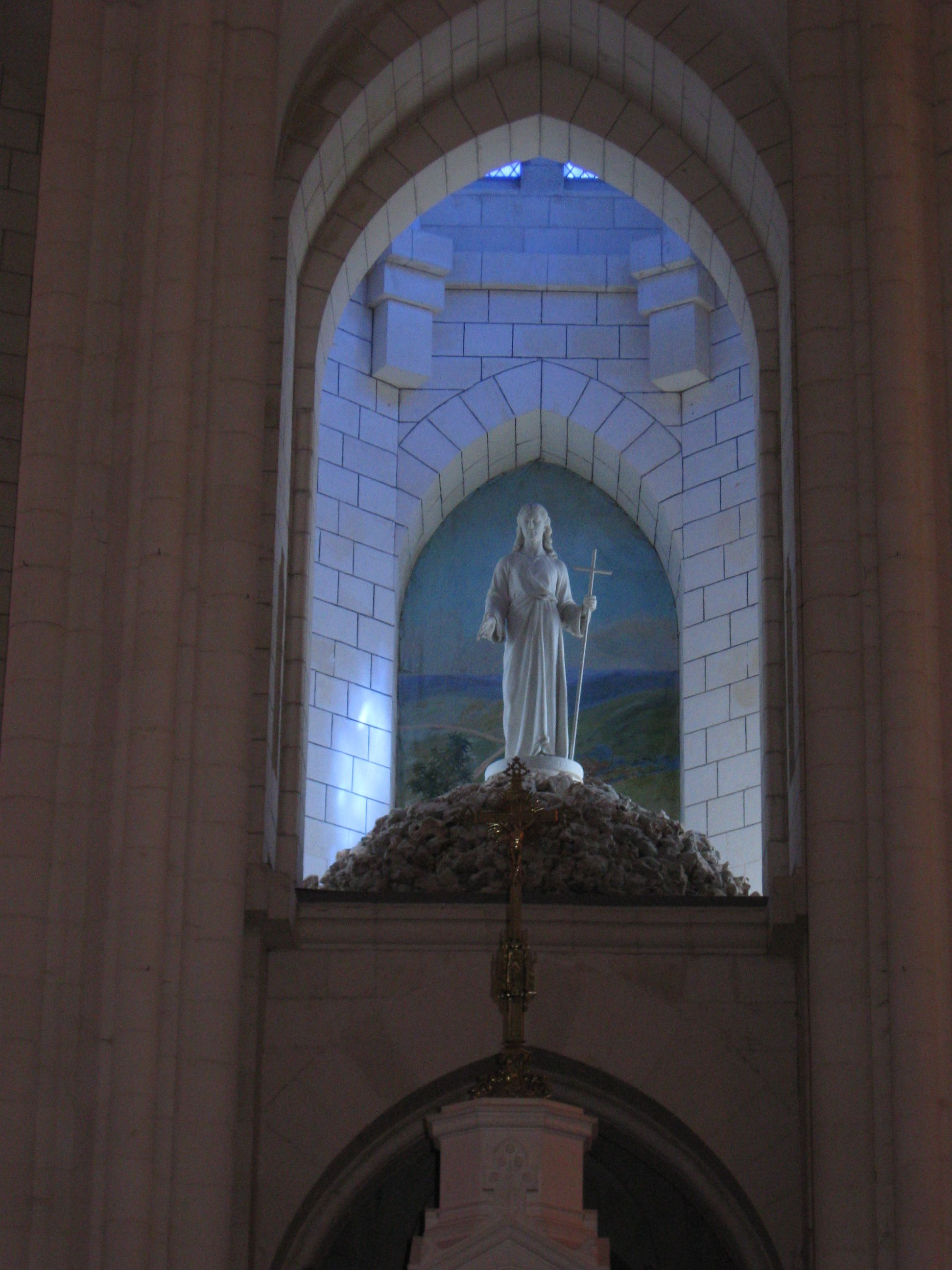
Jésus-Adolescent par F.L.D. Bogino